# Pizzo Dipilo
Pizzo Dipilo (1.385 m s.l.m.) è un rilievo del gruppo montuoso delle Madonie situato nel territorio di Isnello e Gratteri. 

## Descrizione
Il rilievo è situato a nord-ovest di Pizzo Carbonara (1.979 m) e si erge in posizione isolata a ridosso della catena costiera insieme al rilievo Pizzo Sant'Angelo (1.081 m) situato ad est e le alte colline delle Madonie che sovrastano la Rocca di Cefalù. Il rilievo si presenta come un'elevata cupola solcata a sud da profonde vallate a ridosso del centro abitato di Isnello mentre il versante nord si presenta meno ripido. Interessanti i fenomeni di carsismo come la grotta Grattara, la grotta dei Panni (1.190 m) e la grotta dell'Appesa (900 m) presenti nel territorio del comune di Gratteri.
Il clima sulla vetta, a differenza delle cime più alte delle Madonie, ne risente della vicinanza del mar Tirreno e quindi di temperature più miti e secche in periodi estivi o autunnali. Non mancano comunque - in inverni rigidi - abbondanti nevicate che possono abbassare la temperatura al di sotto dei 0 C.